# Högholmen, Nagu
För andra betydelser, se Högholmen (olika betydelser).
Högholmen (finska: Korkiasaari) är en ö nära Själö i Nagu,  Finland. Den ligger i Skärgårdshavet i Pargas stad i den ekonomiska regionen  Åboland i landskapet Egentliga Finland, i den sydvästra delen av landet. Ön ligger omkring 2 kilometer öster om Själö, 7 kilometer nordost om Nagu kyrka, 28 kilometer sydväst om Åbo och omkring 160 kilometer väster om Helsingfors. Närmaste allmänna förbindelse är förbindelsebryggan vid Själö som trafikeras av M/S Falkö och M/S Östern.
Öns area är 26,9 hektar och dess största längd är 0,7 kilometer i sydöst-nordvästlig riktning. I omgivningarna runt Högholmen växer i huvudsak barrskog.
Nedre dagfyren för enslinjen Seili för 13-metersfaret över Erstan, mot Nådendal och Åbo, finns på Högholmen. Den övre finns på Själö (finska: Seili).